# Elisha Gray
Elisha Gray (2 de agosto de 1835 - 21 de enero de 1901) es tras Antonio Meucci,  y junto con Alexander Graham Bell, uno de los primeros desarrolladores del nuevo invento del teléfono en Highland Park, Illinois. 
Nació en el seno de una familia humilde y de religión cuáquera en Barnesville Ohio. De niño fue criado en una granja. Pasó varios años en el Oberling College y allí estudió y trabajó en asuntos relacionados con la electricidad.
En 1867 registró una patente que mejoraba los sistemas de transmisión en telegrafía. En total registró patentes de más de 70 inventos.
En 1872, Gray fundó la Western Electric Manufacturing Company. En 1874 se retiró y se dedicó a hacer investigación por cuenta propia, así como a dar clases en Oberlin.
Gray fue un miembro fundador de la Highland Park Presbyterian Church, iglesia que todavía existe. 
En 1874, en los locales de su iglesia, hizo la primera demostración pública de su invento, trasmitiendo por el cable del telégrafo tonos musicales y melodías conocidas. Además de su teléfono (el primer teléfono fue inventado por Antonio Meucci) esta presentación incluía el primer sintetizador de música que utilizaba las vibraciones de diferentes circuitos electromagnéticos que se activaban por medio de una serie de teclas de piano. El 14 de febrero de 1876 presentó la solicitud de patente de un teléfono que utilizaba un micrófono líquido; pero solo dos horas antes un tal Alexander Graham Bell había presentado otra solicitud de patente para un invento similar. La oficina de patentes decidió que, mientras resolvían a quien atribuirle el invento y dada la curiosa circunstancia de que se hubieran  presentado en diferentes sitios una patente por la misma invención, la oficina debía informar a los inventores de lo sucedido y al segundo le daba la opción de discutir la primera patente. 
Y así lo hizo Gray quien desafió la patente de Bell, pero aun así y después de dos años de litigio, a Bell se le entregaron los derechos de suscripción de la invención y, por consiguiente, Bell fue reconocido como el inventor del teléfono, aunque pareciera que en dos lugares a la vez dos personas hubieran inventado lo mismo. Curiosamente, muchos años después de esta agria contienda, se le atribuyó el invento a Antonio Meucci.
La patente de Bell todavía fue discutida, porque hubo rumores de que Bell tenía un confidente en la oficina de patentes que le avisó con antelación de que, debido al caso especial que se había presentado, se iban a comparar las dos patentes para desechar la peor y más costosa de las dos. Se dice que Bell tuvo acceso a comparar la patente de Gray con la suya propia y después de esto añadió una nota al margen escrita a mano en la que proponía un diseño alternativo al suyo que era idéntico al de Gray. Finalmente, como ya se ha dicho, la patente fue conseguida por Bell, ya que ambas eran prácticamente iguales y Bell se había adelantado.
El primer sintetizador de música eléctrico fue inventado también por Elisha Gray en 1876. Descubrió que podía controlar el sonido de un circuito electromagnético casi por casualidad e inventó un oscilador de nota básico, poco más tarde vio la luz el "Telégrafo musical". Usó caramillos de acero cuyas fluctuaciones eran transmitidas sobre una línea telefónica gracias al uso de electroimanes. Gray también desarrolló un dispositivo de altavoz muy simple y en modelos posteriores les dotó de una diafragma que vibraba en un campo magnético y conseguía las frecuencias audibles
En la década de 1880 Gray trabajó en el desarrollo del "Telautograph", un dispositivo que podía transmitir letras a través de un sistema de telégrafo.